# Heroes of Might and Magic II: The Price of Loyalty
Heroes of Might and Magic II: The Price of Loyalty este continuarea jocului video pe ture creat de Jon Van Caneghem care a fost dezvoltat de New World Computing și distribuit de 3DO Company în 1997 pentru MS-DOS și Microsoft Windows.
În 1998, 3DO a pus jocul original Heroes II și continuarea sa (expansion pack) într-un singur pachet, sub denumirea de Heroes of Might and Magic II Gold doar pentru Microsoft Windows.

## Caracteristici noi
Continuarea adaugă 4 campanii noi care conțin 24 scenarii în total, un editor de hărți îmbunătățit, mai mult de 20 de hărți normale, locuri pentru recrutat elementele de apă, aer, pământ și foc și pentru fantome (niciunele nu pot fi recrutate în jocul original), închisori de unde jucătorii pot elibera eroi puternici care se vor alia, un loc special de unde se poate vedea o arie a hărții în jurul tuturor ochiurilor de pe hartă (ochiurile au fost introduse și ele în această continuare), o clădire de unde eroul primește niște puncte pentru a se putea muta mai mult pe hartă și pentru a putea îmbunătăți cavalerii în campioni, bariere de diferite culori,  care pot fi deschise doar după vizitarea unui cort special și notarea parolei, o nouă clădire pentru orașul Necromanților, care nu aveau Tavernă, 11 noi eroi și 17 artefacte noi, incluzând un super-artefact obținut prin combinarea a alte 3 artefacte introduse în această continuare.

## Poveste
Cele 4 campanii noi nu au legătură cu povestea dintre Heroes II și Heroes III, dar sunt considerate canonice. Două campanii au câte 4 scenarii iar celălalte 2 câte 8.

### Campania I: Prețul loialității (Price of Loyalty)
Jucătorul are controlul armatelor unui imperiu. Vicontele Kraeger trădează imperiul și vrea să preia tronul, dar își dă seama că nu poate să atace direct. El pleacă în căutarea unui artefact foarte puternic care îi va da puterea necesară să facă orice. Artefactul este format din 3 componente mai slabe separate care trebuie aduse împreună pentru ca puterea lor întreagă să fie activată. Jucătorul concurează cu Kraeger pentru a ajunge primul la fiecare componentă. După ce imperiul găsește prima piesă, Kraeger fuge pe un drum ascuns prin munți către cea de-a doua. Jucătorul poate alege să îl urmărească pe acest drum periculos, sau să ocolească munții prin ținuturile elfilor, un drum mai lung dar mai sigur. Indiferent de alegere, Kraeger are avantajul că a plecat primul și astfel găsește cea de-a doua piesă. Bătălia se dă astfel pe ultima componentă din artefact, aflată în mâinile unui necromant. Imperiul reușește să îl învingă pe acest necromant și astfel câștigă astfel ultima piesă. În tot acest timp, Kraeger abandonează întrecerea. Împăratul află că vicontele are mintea posedată de necromanți, care vor controlul regatului. Kraeger se fortifică într-un castel, iar jucătorul poate să aleagă să îl atace pe el întâi pentru a captura cea de-a doua piesă ca să completeze artefactul sau poate să atace direct necromanții. Dacă este întâi este învins Kraeger, artefactul este completat și poate fi folosit împotriva necromanților, iar mintea lui Kraeger este eliberată. În orice caz, necromanții, în frunte cu liderul lor Ibn Fadlan, sunt învinși.

### Campania II: Insula vrăjitorului (Wizard's Isle)
Jucătorul ia rolul unui vrăjitor care vrea să preia controlul misterioasei Fântâni a Vrăjitoriei (eng. Fount of Wizardry), care se ridică din ocean odată la 1000 de ani. Vrăjitorul care ajunge la ea primul va prelua puteri nemaivăzute pentru următorii 1000 de ani, până la următoarea apariție a Fântânii. Prima misiune a jucătorului constituie eliminarea unor adversari din Insulele Învăluite (eng. The Shrouded Isles), unde se află Fântâna. De la locuitorii acestor insule, protagonistul află locația unei biblioteci antice în care sigur se află secretul controlului Fântânii. Acesta ajunge la ea și află informațiile necesare, dar află că un vrăjitor rival a ajuns deja la Fântână, însă fără secretul din bibliotecă îi va lua ceva timp până va înțelege cum să o controleze. Jucătorul poate alege să atace direct rivalul și să preia controlul Fântânii, sau poate să găsească întâi un artefact special numit Sfera Negației (eng. Sphere of Negation), care are puterea să anuleze toate puterile magice din preajma lui. Astfel, atât protagonistul cât și rivalii acestuia vor fi incapabili să folosească magia atâta timp cât jucătorul alege să folosească artefactul, un efect util, deoarece dușmanii au vrăji foarte puternice. După eliminarea rivalilor, jucătorul capturează Fântâna și îi preia puterea.

### Campania III: Descendenți (Descendants)
Eroul Jarkonas vede că mai multe triburi barbare se luptă între ele și are o idee luminată, să unifice aceste triburi. Anii trec, iar regatul creat de Jarkonas prosperă, dar este atacat de către un regat vecin, Harondale, care vrea să își extindă teritoriul. Pe măsură ce trece timpul, regatul este slăbit tot mai mult. Regele Jarkonas III, stând pe patul de moarte, trebuie să aleagă cui să ceară ajutorul: fiului familiei, Joseph, un vrăjitor, sau unchiului Ivan cel Nebun, liderul unor clanuri barbare. Această alegere este făcută de jucător. Cu ajutorul caracterului ales, regina Geldria reușește să învingă atacurile unor barbari. Peste niște ani, un spion din Harondale reușește să facă Porțile de Fildeș (eng. Ivory Gates) să cadă în mâinile regatului său, iar regina de atunci, Ethania Geldria II, trebuie să aleagă cum să recâștige Porțile: cu un atac direct sau cu ajutorul elfilor. Alegerea este, din nou, făcută de jucător. După mulți ani de la recapturarea Porților, regele Jarkonas VI își dă seama că regatul Harondale trebuie distrus pentru totdeauna, așa că lansează o ultimă ofensivă și capturează teritoriul principal.

### Campania IV: Călătorie acasă (Voyage Home)
În această campanie eroul Gallavant aparținând rasei Cavalerilor (Knights) naufragiază pe o insulă necunoscută din vecinătatea regatului lordului Alberon, cel pe care îl servea. El capturează mai întâi un castel barbar de pe insulă, apoi distruge un trib. Construind o barcă, pleacă și distruge un alt trib de pe o insulă vecină, construind o corabie adevărată, plecând acasă. În drum spre regat, el da de insulele piraților, care distrug corăbiile regatului. După ce omoară liderul lor, acesta ajunge pe plaja regatului, aflând că regatul este în război civil. Lordul Alberon vrea să apere regatul de sora lui Gallavant, necromanta Drakonia. Gallavant trebuie să treacă de partea cuiva, iar jucătorul alege pe cine să ajute. În cazul în care rămâne loial lordului Alberon, Drakonia este întemnițată. Dacă alege să o ajute pe Drakonia, lordul Alberon este omorât și Drakonia și Gallavant preiau puterea regatului.